# دنيس بلاك
دنيس بلاك (بالإنجليزية: Dennis Black)‏ هو سياسي أمريكي، ولد في 18 ديسمبر 1939 في راندولف في الولايات المتحدة. حزبياً، نشط في Iowa Democratic Party ‏ والحزب الديمقراطي. وقد انتخب عضو مجلس ولاية آيوا وانتخب عضو مجلس نواب ولاية ايوا.